# La Lanterne (quotidien)
Pour les articles homonymes, voir Lanterne.
La Lanterne est un ancien quotidien de la presse écrite française.

## Historique
- La Lanterne est une revue française qui avait déjà existé de 1868 à 1870, puis clandestinement jusqu'en 1876, fondée et dirigée par Henri Rochefort à Paris, puis à Bruxelles. Une des sept presses clandestines de Paris destinée à imprimer La Lanterne se trouve chez Camille Bias sur demande d'Auguste Blanqui[1],[2].
- Le premier numéro du quotidien paraît le 21 avril 1877. Il devait s'appeler La Marseillaise.
- Supplément littéraire de La Lanterne, bi-hebdomadaire de juillet 1884 à juillet 1895, devient ensuite Le Supplément

### Anticlérical et républicain

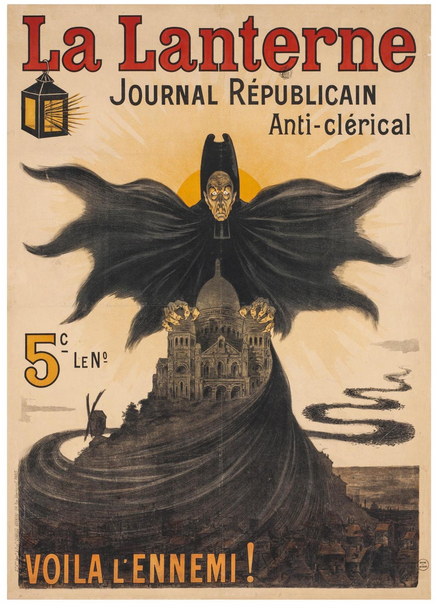
Affiche d'Eugène Ogé (1902).

Violemment anticlérical et républicain, en 1902, le journal alors dirigé par Victor Flachon, publie en couverture la caricature d'un homme d’Église singé sous les traits d’une chauve-souris qui couvre de son ombre menaçante la ville de Paris et empêche la « ville lumière » de recevoir la clarté du soleil. La formule « Voilà l’ennemi » fait directement référence au discours de Léon Gambetta à la Chambre des députés qui s’exclame le 4 mai 1877 : « Le cléricalisme, voilà l’ennemi ! »,

## Directeurs
- Victor Ballay (1877)
- Eugène Mayer (1877-1896)
- Victor Flachon (1902-1911)
- Marcel Sembat pendant la Première Guerre mondiale

## Collaborateurs du journal
- Émile Zola
- Guy de Maupassant
- Yves Guyot
- Aristide Briand
- Camille Bias, contribuant en nouvelles et romans de 1878 à 1903.
- Jules Cardoze, romancier à feuilletons.
- Gaston Vassy, journaliste.